# Championnes de France de natation en bassin de 50 mètres sur 100 mètres nage libre
| Championnat | Lieu                                            | Athlète                    | Naissance | Âge | Club                               | Temps            |
| ----------- | ----------------------------------------------- | -------------------------- | --------- | --- | ---------------------------------- | ---------------- |
| 1909        | Amiens                                          | Blanche Michel             |           |     | Ondines de Paris                   | 1 min 56 s 4     |
| 1910        | Lyon Piscine Delange                            | Blanche Michel             |           |     | Ondines de Paris                   | 1 min 53 s 4     |
| 1911        | Paris Piscine Ledru rollin                      | Suzanne Dubois             |           |     | Ondines de Lyon                    | 1 min 56 s 0     |
| 1912        |                                                 | Marcelle Vianey            |           |     | Ondines de Paris                   | 1 min 56 s 0     |
| 1913        |                                                 | Georgette Jeanniot         |           |     | Ondines de Paris                   | 1 min 51 s 6     |
| 1914        | non disputé                                     |                            |           |     |                                    |                  |
| 1915        | Paris Les bains Deligny                         | non disputé                |           |     |                                    |                  |
| 1916        | Paris Les bains Deligny                         | non disputé                |           |     |                                    | .                |
| 1917        | Paris Les bains Deligny                         | non disputé                |           |     |                                    |                  |
| 1918        | Paris Les bains Deligny                         | non disputé                |           |     |                                    |                  |
| 1919        | Tourcoing                                       | Marcelle Lebrun            |           |     | Enfants de Neptune de Tourcoing    | 1 min 50 s 0     |
| 1920        | Paris La Villette, Bassin Niclausse             | Suzanne Wurtz              |           |     | individuelle                       | 1 min 34 s 8     |
| 1921        | Strasbourg                                      | Ernestine Lebrun           |           |     | Enfants de Neptune de Tourcoing    | 1 min 34 s 0     |
| 1922        | Tourcoing                                       | Ernestine Lebrun           |           |     | Enfants de Neptune de Tourcoing    | 1 min 29 s 4     |
| 1923        | Arras                                           | Ernestine Lebrun           |           |     | Enfants de Neptune de Tourcoing    | 1 min 28 s 2     |
| 1924        | non disputé                                     |                            |           |     |                                    |                  |
| 1925        | Paris Les tourelles                             | Ernestine Lebrun           |           |     | Enfants de Neptune de Tourcoing    | 1 min 21 s 4     |
| 1926        | Paris Les tourelles                             | Mariette Protin            |           |     | SAN Nice                           | 1 min 21 s 4     |
| 1927        | Paris Les tourelles                             | Marguerite Ledoux          |           |     | Enfants de Neptune de Tourcoing    | 1 min 22 s 6     |
| 1928        | Paris Les tourelles                             | Claire Horrent             |           |     | Enfants de Neptune de Tourcoing    | 1 min 20 s 8     |
| 1929        | Paris Les tourelles                             | Yvonne Godard              |           |     | Club des Nageurs de Paris          | 1 min 18 s 2     |
| 1930        | Paris Les tourelles                             | Yvonne Godard              |           |     | Club des Nageurs de Paris          | 1 min 12 s 8     |
| 1931        | Paris Les tourelles                             | Yvonne Godard              |           |     | Club des Nageurs de Paris          | 1 min 11 s 0     |
| 1932        | Marseille Chevalier Roze Sport (25 m)           | Yvonne Godard              |           |     | Club des Nageurs de Paris          | 1 min 10 s 4     |
| 1933        | Paris Les tourelles                             | Renée Blondeau             |           |     | Mouettes de Paris                  | 1 min 13 s 8     |
| 1934        | Paris Les tourelles                             | Renée Blondeau             |           |     | Mouettes de Paris                  | 1 min 12 s 4     |
| 1935        | Bordeaux                                        | Renée Blondeau             |           |     | Mouettes de Paris                  | 1 min 09 s 6     |
| 1936        | Paris Les tourelles                             | Renée Blondeau             |           |     | Mouettes de Paris                  | 1 min 11 s 2     |
| 1937        | Paris Les tourelles                             | Renée Mazières             |           |     | CN Lyon                            | 1 min 14 s 2     |
| 1938        | Paris Les tourelles                             | Irène Dubettier            |           |     | CN Villefranche-sur-Saône          | 1 min 14 s 8     |
| 1939        | Paris Les tourelles                             | Hélène Schiano-Luciani     |           |     | UNI Constantine                    | 1 min 16 s 4     |
| 1940        | non disputé                                     |                            |           |     |                                    |                  |
| 1941        | Toulouse                                        | Mayanne Jouvenel           |           |     | Mouettes de Paris                  | 1 min 14 s 0     |
| 1942        | Villeurbanne                                    | Mayanne Jouvenel           |           |     | Mouettes de Paris                  | 1 min 13 s 7     |
| 1943        | Toulouse Paris Les tourelles                    | Josette Delmas             |           |     | Club des Nageurs de Paris          | 1 min 13 s 2     |
| 1944        | Paris Les tourelles Tourcoing Toulouse Bordeaux | Mayanne Jouvenel           |           |     | Mouettes de Paris                  | 1 min 16 s 0     |
| 1945        | Paris Les tourelles                             | Josette Delmas             |           |     | Paris université Club              | 1 min 14 s 4     |
| 1946        | Paris Les tourelles                             | Josette Delmas             |           |     | Paris université Club              | 1 min 12 s 3     |
| 1947        | Paris Les tourelles                             | Josette Delmas             |           |     | Club des Nageurs de Paris          | 1 min 10 s 7     |
| 1948        | Paris Les tourelles                             | Josette Arène-Delmas       |           |     | Stade français                     | 1 min 10 s 1     |
| 1949        | Paris Les tourelles                             | Josette Arène-Delmas       |           |     | Stade français                     | 1 min 10 s 2     |
| 1950        | Paris Les tourelles                             | Josette Arène-Delmas       |           |     | Stade français                     | 1 min 10 s 5     |
| 1951        | Bordeaux                                        | Ginette Jany               |           |     | Dauphins du TOEC                   | 1 min 09 s 6     |
| 1952        | Paris Les tourelles                             | Ginette Jany               |           |     | Dauphins du TOEC                   | 1 min 09 s 9     |
| 1953        | Dijon                                           | Ginette Jany               |           |     | Dauphins du TOEC                   | 1 min 09 s 2     |
| 1954        | Paris Les tourelles                             | Josette Arène-Delmas       |           |     | Racing Club de France              | 1 min 09 s 8     |
| 1955        | Bellerive-sur-Allier                            | Ginette Sendral-Jany       |           |     | Dauphins du TOEC                   | 1 min 09 s 3     |
| 1956        | Paris Georges Vallerey                          | Héda Frost                 |           |     | GLE Alger                          | 1 min 07 s 5     |
| 1957        | Paris Georges Vallerey                          | Héda Frost                 |           |     | GLE Alger                          | 1 min 09 s 9     |
| 1958        | Paris Georges Vallerey                          | Héda Frost                 |           |     | GLE Alger                          | 1 min 08 s 6     |
| 1959        | Alger                                           | Héda Frost                 |           |     | GLE Alger                          | 1 min 06 s 3     |
| 1960        | Paris Georges Vallerey                          | Héda Frost                 |           |     | GLE Alger                          | 1 min 05 s 9 RF  |
| 1961 hiver  | Paris Piscine de Pontoise (33,33m)              | Héda Ducoulombier-Frost    |           |     | GLE Alger                          | 1 min 07 s 5     |
| 1961 été    | Paris Georges Vallerey                          | Marie-Laure Gaillot        |           |     | Racing Club de France              | 1 min 05 s 8     |
| 1962 hiver  | Nancy                                           | Francine Goujon            |           |     | CN Epinal                          | 1 min 08 s 3     |
| 1962 été    | Paris Georges Vallerey                          | Héda Ducoulombier-Frost    |           |     | GLE Alger                          | 1 min 07 s 4     |
| 1963 hiver  | Marseille Piscine Vallier (25 m)                | non disputé                |           |     |                                    |                  |
| 1963 été    | Paris Georges Vallerey                          | Danièle Dorléans           |           |     | Cercle des nageurs de Marseille    | 1 min 06 s 8     |
| 1964 hiver  | Marseille Piscine Vallier (25 m)                | non disputé                |           |     |                                    |                  |
| 1964 été    | Paris Georges Vallerey                          | Monique Piétri             |           |     | Cercle des nageurs de Marseille    | 1 min 04 s 1 RF  |
| 1965 hiver  | Marseille Piscine Vallier (25 m)                | non disputé                |           |     |                                    |                  |
| 1965 été    | Paris Georges Vallerey                          | Brigitte Pommat            |           |     | Stade français                     | 1 min 04 s 8     |
| 1966 hiver  | Le Mans (25 m)                                  | Claude Mandonnaud          |           |     | ASPTT Limoges                      | 1 min 05 s 0     |
| 1966 été    | Paris Georges Vallerey                          | Claude Mandonnaud          |           |     | ASPTT Limoges                      | 1 min 03 s 1 RF  |
| 1967 hiver  | Caen (25 m)                                     | Claude Mandonnaud          |           |     | ASPTT Limoges                      | 1 min 01 s 9     |
| 1967 été    | Paris Georges Vallerey                          | Danièle Dorléans           |           |     | Cercle des nageurs de Marseille    | 1 min 02 s 8     |
| 1968 hiver  | Montreuil                                       | Claude Mandonnaud          |           |     | ASPTT Limoges                      | 1 min 02 s 5     |
| 1968 été    | Paris Georges Vallerey                          | Claude Mandonnaud          |           |     | ASPTT Limoges                      | 1 min 01 s 7 RF  |
| 1969 hiver  | Toulouse                                        | Sylvie Moreau              |           |     | Stella Sports de Saint-Maur        | 1 min 03 s 2     |
| 1969 été    | Paris Georges Vallerey                          | Claude Mandonnaud          |           |     | ASPTT Limoges                      | 1 min 03 s 8     |
| 1970 hiver  | Aix-en-Provence                                 | Claude Mandonnaud          |           |     | ASPTT Limoges                      | 1 min 02 s 7     |
| 1970 été    | Paris Georges Vallerey                          | Claude Mandonnaud          |           |     | ASPTT Limoges                      | 1 min 00 s 9     |
| 1971 hiver  | Montreuil                                       | Claude Mandonnaud          |           |     | ASPTT Limoges                      | 1 min 02 s 3     |
| 1971 été    | Paris Georges Vallerey                          | Claude Mandonnaud          |           |     | ASPTT Limoges                      | 1 min 02 s 2     |
| 1972 hiver  | Rouen (25 m)                                    | Claude Mandonnaud          |           |     | ASPTT Limoges                      | 1 min 01 s 5     |
| 1972 été    | Vittel                                          | Guylaine Berger            |           |     | CN Maisons-Alfort                  | 1 min 01 s 5     |
| 1973 hiver  | Paris Georges Hermant                           | Guylaine Berger            |           |     | CN Maisons-Alfort                  | 1 min 00 s 92 RF |
| 1973 été    | Vittel                                          | Guylaine Berger            |           |     | CN Maisons-Alfort                  | 1 min 00 s 71 RF |
| 1974 hiver  | Bordeaux                                        | Guylaine Berger            |           |     | CN Maisons-Alfort                  | 59 s 22 RF       |
| 1974 été    | Paris Georges Vallerey                          | Guylaine Berger            |           |     | CN Maisons-Alfort                  | 59 s 22          |
| 1975 hiver  | Troyes                                          | Guylaine Berger            |           |     | CN Maisons-Alfort                  | 59 s 95          |
| 1975 été    | Paris Georges Vallerey                          | Guylaine Berger            |           |     | CN Maisons-Alfort                  | 58 s 46 RF       |
| 1976 hiver  | Tarbes                                          | Guylaine Berger            |           |     | Club des Nageurs de Paris          | 58 s 93          |
| 1976 été    | Paris Georges Vallerey                          | Guylaine Berger            |           |     | Club des Nageurs de Paris          | 58 s 97          |
| 1977 hiver  | Rennes                                          | Guylaine Berger            |           |     | Club des Nageurs de Paris          | 59 s 82          |
| 1977 été    | Paris Georges Vallerey                          | Chantal Schertz            |           |     | Stade poitevin                     | 1 min 00 s 49    |
| 1978 hiver  | Lille                                           | Sophie Leperre             |           |     | Lille Université Club              | 59 s 95          |
| 1978 été    | Laval                                           | Guylaine Berger            |           |     | AS Sucy                            | 58 s 61          |
| 1979 hiver  | Nanterre                                        | Guylaine Berger            |           |     | AS Sucy                            | 59 s 27          |
| 1979 été    | Mulhouse                                        | Guylaine Berger            |           |     | AS Sucy                            | 58 s 88          |
| 1980 hiver  | Bordeaux                                        | Guylaine Berger            |           |     | AS Sucy                            | 58 s 64          |
| 1980 été    | Brive-la-Gaillarde                              | Guylaine Berger            |           |     | AS Sucy                            | 58 s 50          |
| 1981 hiver  | La Rochelle                                     | Frédérique Piegad          |           |     | Saint-Etienne Université Club      | 1 min 00 s 02    |
| 1981 été    | Dunkerque                                       | Carole Amoric              |           |     | Club des Nageurs de Paris          | 59 s 05          |
| 1982 hiver  | Toulouse                                        | Sylvie Boube               |           |     | Séméac O                           | 58 s 35          |
| 1982 été    | Megève                                          | Carole Amoric Sylvie Boube |           |     | Club des Nageurs de Paris Séméac O | 59 s 00          |
| 1983 hiver  | Tours                                           | Frédérique Piegad          |           |     | Saint-Etienne Université Club      | 57 s 96          |
| 1983 été    | Bordeaux                                        | Véronique Jardin           |           |     | Stade français Olympic Courbevoie  | 58 s 26          |
| 1984 hiver  | Strasbourg                                      | Laurence Bensimon          |           |     | CS Clichy                          | 58 s 27          |
| 1984 été    | Paris Georges Vallerey                          | Sophie Kamoun              |           |     | CS Clichy                          | 58 s 07          |
| 1985 hiver  | Aix-en-Provence                                 | Sophie Kamoun              |           |     | CS Clichy                          | 58 s 52          |
| 1985 été    | Dunkerque                                       | Laurence Lacombe           |           |     | CN Polynésie                       | 57 s 23 RF       |
| 1986 hiver  | Rennes                                          | Sophie Kamoun              |           |     | CS Clichy                          | 57 s 27          |
| 1986 été    | Millau                                          | Sophie Kamoun              |           |     | CS Clichy                          | 57 s 48          |
| 1987 hiver  | Mulhouse                                        | Catherine Plewinski        |           |     | CNSR Cluses                        | 57 s 12          |
| 1987 été    | Strasbourg                                      | Sophie Kamoun              |           |     | CS Clichy                          | 57 s 27          |
| 1988 hiver  | Vittel                                          | Catherine Plewinski        |           |     | CNSR Cluses                        | 56 s 39 RF       |
| 1988 été    | Dunkerque                                       | Catherine Plewinski        |           |     | CNSR Cluses                        | 57 s 56          |
| 1989 hiver  | Forbach                                         | Catherine Plewinski        |           |     | CNSR Cluses                        | 57 s 36          |
| 1989 été    | Paris Georges Vallerey                          | Catherine Plewinski        |           |     | CNSR Cluses                        | 57 s 61          |
| 1990 hiver  | La Rochelle                                     | Catherine Plewinski        |           |     | CNSR Cluses                        | 55 s 99          |
| 1990 été    | Narbonne                                        | Fabienne Dechatre          |           |     | CS Clichy 92                       | 57 s 92          |
| 1991 hiver  | Saint-Étienne                                   | Catherine Plewinski        |           |     | SC Abbeville                       | 57 s 62          |
| 1991 été    | Millau                                          | Sophie Kamoun              |           |     | CS Clichy 92                       | 58 s 13          |
| 1992 hiver  | Dunkerque                                       | Catherine Plewinski        |           |     | SC Abbeville                       | 56 s 23          |
| 1992 été    | Mennecy                                         | Bérénice Lortet            |           |     | Racing Club de France              | 58 s 98          |
| 1993 hiver  | Mennecy                                         | Julie Blaise               |           |     | Cercle des Nageurs de Cannes       | 57 s 27          |
| 1993 été    | Paris Georges Vallerey                          | Sophie Jacquier            |           |     | D Annecy                           | 58 s 95          |
| 1994 hiver  | Lille                                           | Julie Blaise               |           |     | Cercle des Nageurs de Cannes       | 57 s 28          |
| 1994 été    | Aix-les-Bains                                   | Julie Blaise               |           |     | Cercle des Nageurs de Cannes       | 58 s 07          |
| 1995 hiver  | Mennecy                                         | Casey Legler               |           |     | Racing Club de France              | 57 s 76          |
| 1995 été    | Canet-en-Roussillon                             | Solenne Figuès             | 1979      | 16  | Dauphins du TOEC                   | 57 s 54          |
| 1996 hiver  | Dunkerque                                       | Solenne Figuès             | 1979      | 17  | Dauphins du TOEC                   | 57 s 09          |
| 1996 été    | Montpellier                                     | Marianne Le Verge          | 1979      | 17  | Cercle des Nageurs de Brest        | 57 s 65          |
| 1997        | Mennecy                                         | Solenne Figuès             | 1979      | 18  | Dauphins du TOEC                   | 56 s 89          |
| 1998        | Amiens                                          | Solenne Figuès             | 1979      | 19  | Dauphins du TOEC                   | 57 s 45          |
| 1999        | Dunkerque                                       | Solenne Figuès             | 1979      | 20  | Dauphins du TOEC                   | 56 s 72          |
| 2000        | Rennes                                          | Solenne Figuès             | 1979      | 21  | Dauphins du TOEC                   | 56 s 64          |
| 2001        | Chamalières                                     | Solenne Figuès             | 1979      | 22  | Dauphins du TOEC                   | 56 s 27          |
| 2002        | Chalon-sur-Saône                                | Solenne Figuès             | 1979      | 23  | Dauphins du TOEC                   | 56 s 15          |
| 2003        | Saint-Étienne                                   | Malia Metella              | 1982      | 21  | USLM Pacoussines-Cayenne           | 56 s 16          |
| 2004        | Dunkerque                                       | Malia Metella              | 1982      | 22  | USLM Pacoussines-Cayenne           | 55 s 22          |
| 2005        | Nancy                                           | Malia Metella              | 1982      | 23  | USLM Pacoussines-Cayenne           | 55 s 12          |
| 2006        | Tours                                           | Malia Metella              | 1982      | 24  | USLM Pacoussines-Cayenne           | 55 s 23          |
| 2007        | Saint-Raphaël                                   | Alena Popchanka            | 1979      | 28  | CS Clichy 92                       | 54 s 75          |
| 2008        | Dunkerque                                       | Malia Metella              | 1982      | 26  | Dauphins du TOEC                   | 53 s 99 RF       |
| 2009        | Montpellier                                     | Malia Metella              | 1982      | 27  | Dauphins du TOEC                   | 53 s 49 RF       |
| 2010        | Saint-Raphaël                                   | Coralie Balmy              | 1987      | 23  | Dauphins du TOEC                   | 55 s 79          |
| 2011        | Schiltigheim                                    | Camille Muffat             | 1989      | 22  | Olympic Nice Natation              | 53 s 97          |
| 2012        | Dunkerque                                       | Charlotte Bonnet           | 1995      | 17  | Olympic Nice Natation              | 55 s 43          |
| 2013        | Rennes                                          | Camille Muffat             | 1989      | 24  | Olympic Nice Natation              | 53 s 51          |
| 2014        | Chartres                                        | Camille Muffat             | 1989      | 25  | Olympic Nice Natation              | 54 s 08          |
| 2015        | Limoges                                         | Charlotte Bonnet           | 1995      | 20  | Olympic Nice Natation              | 53 s 94          |
| 2016        | Montpellier                                     | Charlotte Bonnet           | 1995      | 21  | Olympic Nice Natation              | 53 s 93          |
| 2017        | Schiltigheim                                    | Charlotte Bonnet           | 1995      | 22  | Olympic Nice Natation              | 53 s 65          |
| 2018        | Saint-Raphaël                                   | Charlotte Bonnet           | 1995      | 23  | Olympic Nice Natation              | 52 s 74          |
| 2019        | Rennes                                          | Charlotte Bonnet           | 1995      | 24  | Olympic Nice Natation              | 53 s 29          |
| 2020        | Saint-Raphaël                                   | Béryl Gastaldello          | 1995      | 25  | Cercle des nageurs de Marseille    | 53 s 40          |